# Paravauxita
La paravauxita és un mineral de la classe dels minerals fosfats, i dins d'aquesta pertany a l'anomenat grup de la laueïta. Va ser descoberta l'any 1922 en la mina Siglo Veinte en el municipi de Llallagua de la província de Rafael Bustillo, en el departament de Potosí (Bolívia), sent nomenada així per la seva relació química amb la vauxita.

## Característiques químiques
És un fosfat de ferro i alumini, hidroxilat i hidratat, de fórmula Fe²⁺Al₂(PO₄)₂(OH)₂(H₂O)₆·2H₂O. Tots els minerals del grup de la laueïta en què s'enquadra són fosfats i arsenats del sistema cristal·lí triclínic, sent un dimorf de la metavauxita, d'igual fórmula química però que cristal·litza en monoclínic.

## Formació i jaciments
Es forma com a mineral primari, d'aparició rara, generalment encrostant cristalls de quars en vetes hidrotermals presents en els dipòsits d'estany de Llallagua, en complexos de pegmatites granítiques.
Sol trobar-se associat a altres minerals com: vauxita, metavauxita, wavel·lita, sigloíta, crandal·lita, childrenita o quars.

## Usos
Pot ser extret com a mena del ferro i alumini.